# Lafoensia replicata
Lafoensia replicata é uma árvore brasileira endêmica do Cerrado, com ocorrência confirmada no estado de Goiás e com possíveis ocorrências em Minas Gerais, ambos em Floresta Ciliar ou Galeria e em Floresta Estacional Semidecidual. O caule pode chegar a 5 metros de altura, com inflorescência do tipo bractéola.
A planta (principalmente as cascas do caule) é utilizada na medicina popular no leste do Maranhão, porém ainda não há comprovação científica da sua eficácia.
Estudos comprovaram a existência de fenóis em Lafoensia replicata tanto nas folhas quanto nas cascas do tronco. Os resultados mostraram que a concentração de fenóis totais não foi influenciada pela circunferência do caule e altura e que não houve distinção na quantidade dos referidos compostos  entre cascas  do  caule e folhas .